# 大理市
大理市（だいりし）は中華人民共和国雲南省大理ペー族自治州に位置する県級市。

## 地理
大理は雲南省中西部、洱海の西岸、蒼山連峰東麓の間の平野に位置するペー族（白族）の町。雲南とチベット・ミャンマーを結ぶ交通（茶馬古道）の要衝であり、この地域の経済の中心地でもある。町は城壁に囲まれ南北にそれぞれ城門がある。蒼山一帯はユネスコ世界ジオパークに指定されている。また、1982年に蒼山、洱海を含む一帯は付近の剣川県の石宝山と賓川県の鶏足山と共に「大理風景名勝区」として中華人民共和国国家級風景名勝区に認定された。
毎年3月に、付近の住民が集まる交易場であったので、「三月街」の異名を持つ。また、大理石の産地であり大理石の語源となっている。

## 歴史
漢代は西南夷の地域であり、葉楡県が置かれた。その後南詔、大理国の都城が設置されこの地の中心地として栄え、元朝のクビライにより征服されると、大理は庶子フゲチに与えられ、以後フゲチを祖とする雲南王国（後に梁王国）の一部となった。1390年に梁王国を滅ぼした明朝は省制を施行、以後中原支配下に置かれることとなった。またかつての大理には回民（イスラム教徒）も多く居住し、19世紀後半の対清反乱の結果成立した杜文秀によるイスラーム政権の中心地となったこともある。
1949年以降は大理県、鳳儀県、下関市が設置されたが、1958年9月にはこれらを合併し大理市が誕生する。その後1960年に旧県制に戻されたが、1983年9月に大理県及び下関市を合併し県級市の大理市が誕生し現在に至っている。

## 行政区画

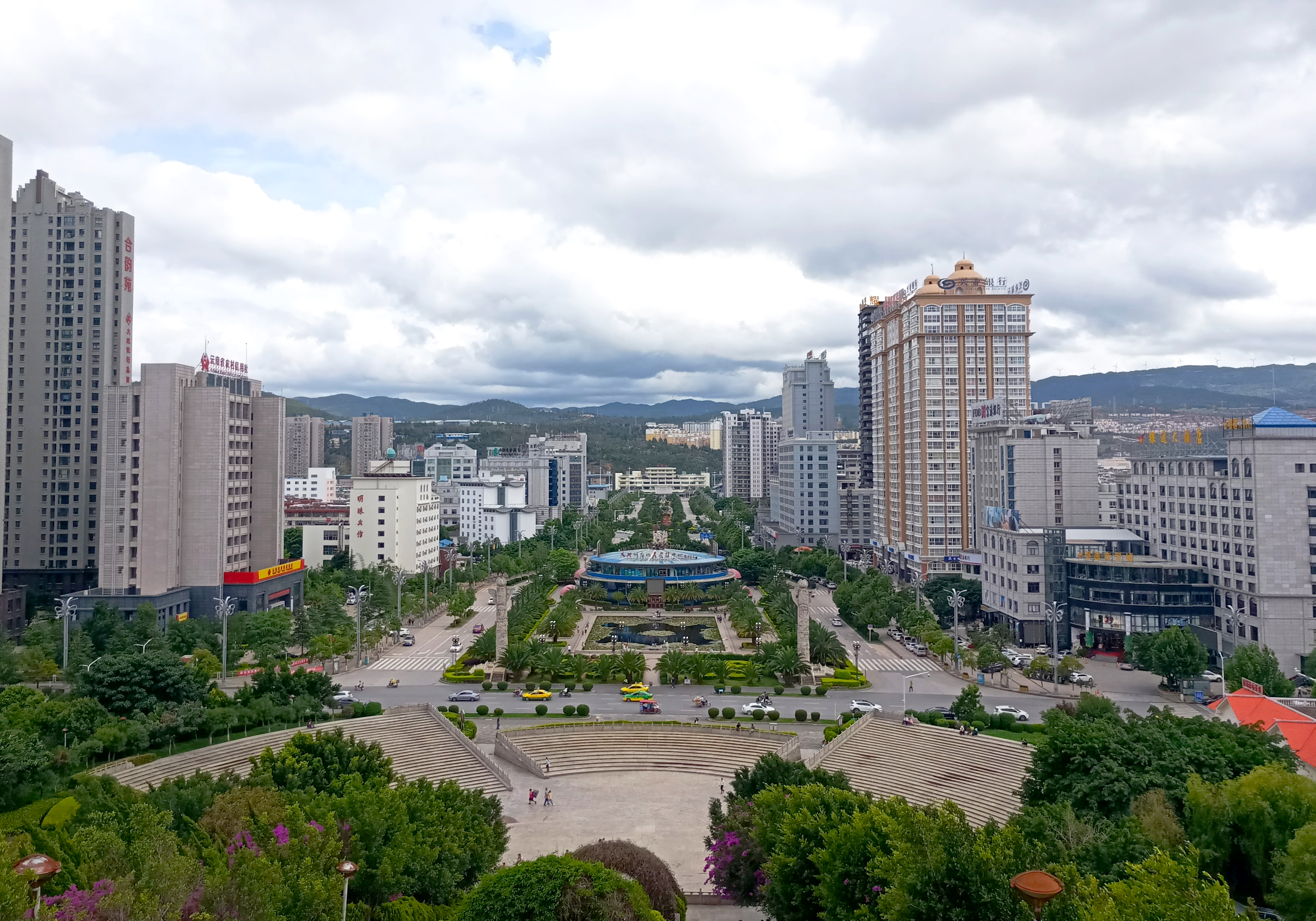
市街

| 区分   | 数 | 名称                                         |
| ------ | -- | -------------------------------------------- |
| 街道   | 3  | 下関 太和 満江                               |
| 鎮     | 9  | 大理 鳳儀 喜洲 海東 挖色 湾橋 銀橋 双廊 上関 |
| 民族郷 | 1  | 太邑イ族                                     |

## 教育

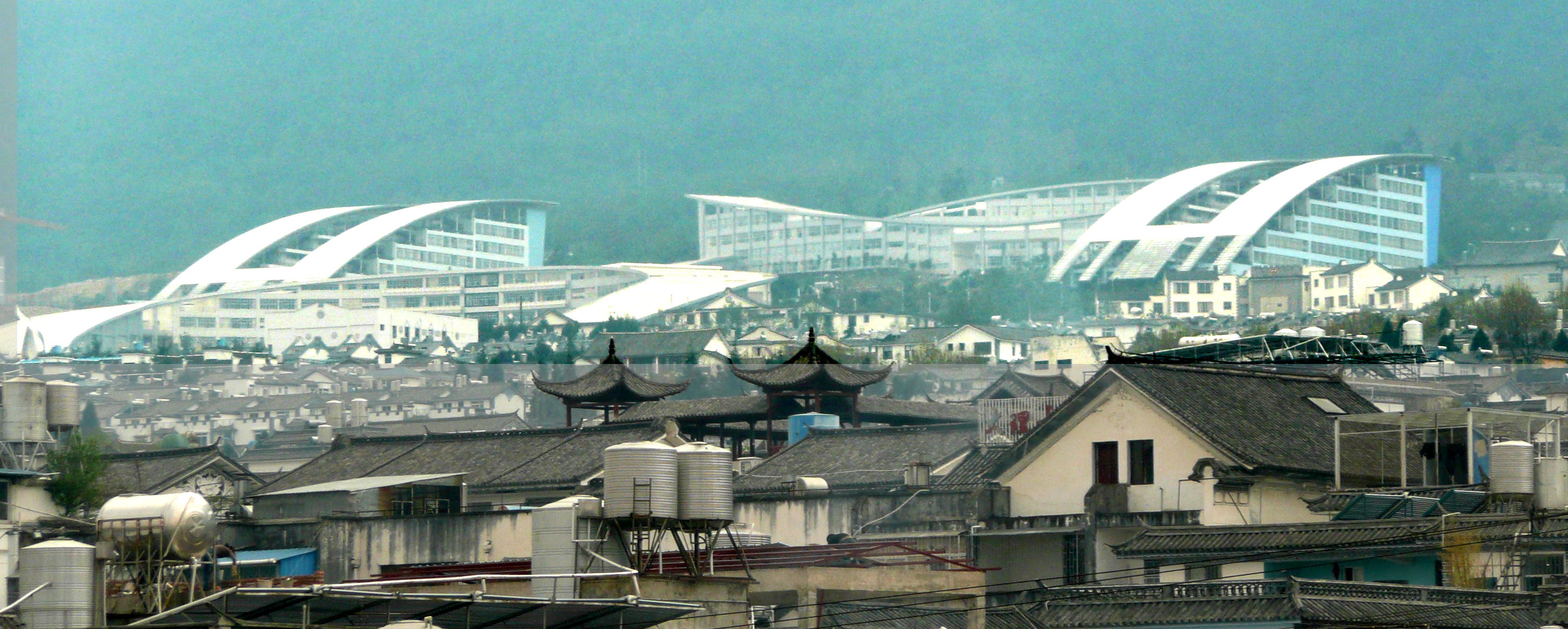
大理大学

- 大理大学
- 滇西応用技術大学（中国語版）
- 大理農林職業技術学院（中国語版）
- 大理看護職業学院（中国語版）

## 交通
昆明から西に400km。バス、高速鉄道が通っている。大理から北に170kmほど行くと麗江がある。

### 航空
- 大理空港

### 鉄道
中国国家鉄路集団・中国鉄路昆明局集団公司
主要駅
- 大理駅 - 下記の4路線が発着するターミナル駅である。省都の昆明から大理へは列車で2時間程度である。[3]
  - 大麗線

（麗江方面）- 上関駅（中国語版） - 掘色駅（中国語版） - 海東鎮駅（中国語版） - 大理北駅（中国語版） -（大理北線）- 大理駅
  - 昆楚大線
大理駅 -（昆明方面）
  - 大瑞線
  - 大臨線

### 道路
- 高速道路
  - 杭瑞高速道路
  - 大麗高速道路
  -  大永高速道路
- 国道
  - G214国道
  - G215国道
  - G320国道
  - G554国道
- 省道
  -  322省道
  -  323省道
  -  324省道

## 健康・医療・衛生
- 大理大学第一附属医院
- 大理市第一人民医院
- 大理市第二人民医院
- 大理州中医医院
- 大理市婦幼保健院

## 観光

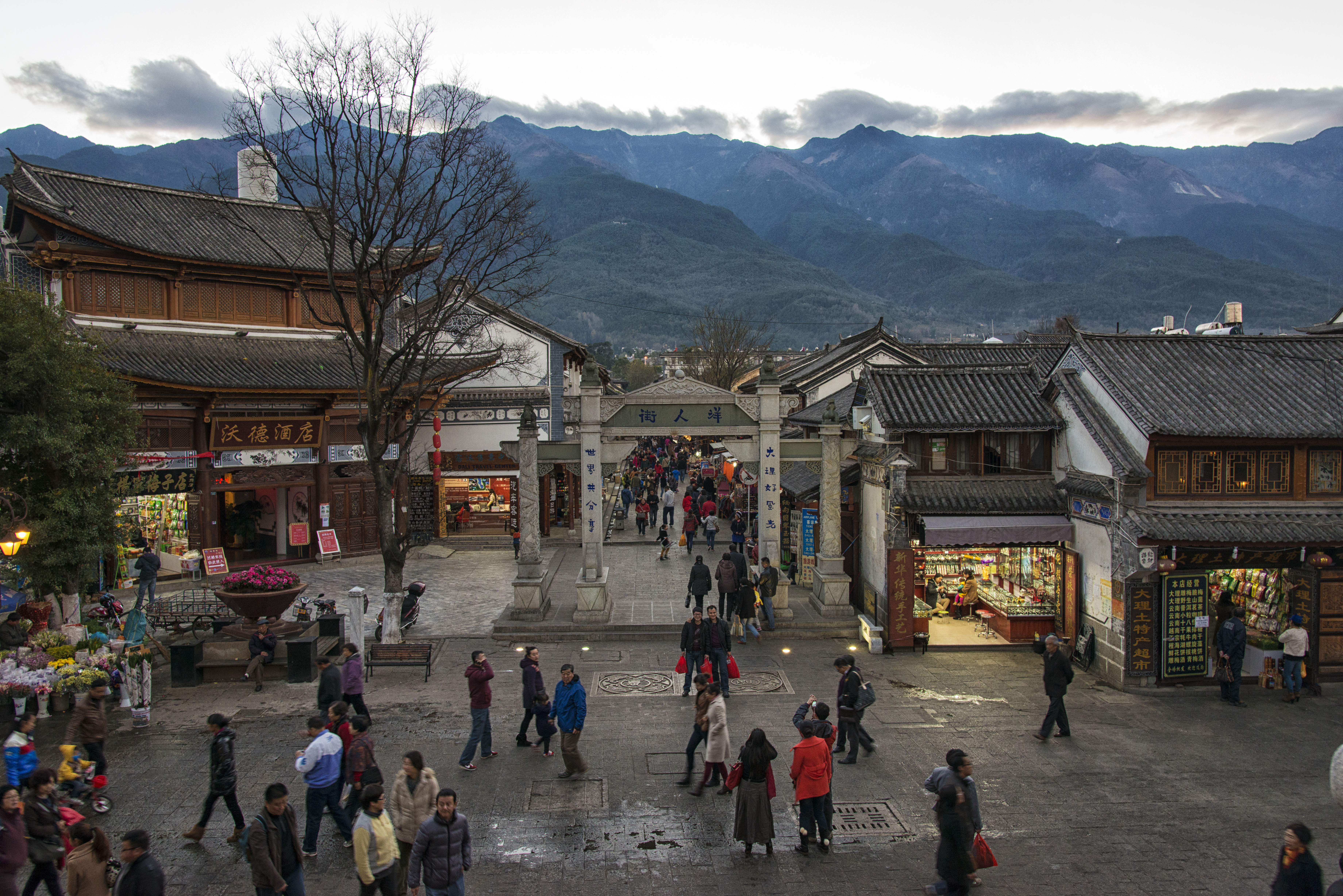
旧市街 観光地化が著しい

- 大理古城
- 大理下関
- 崇聖寺三塔

## 姉妹都市
- 日本・徳島県・美馬市
- イタリア・トスカーナ州・マッサ＝カッラーラ県
- 貴州省・黔東南ミャオ族トン族自治州・凱里市